# Pseudobiotus kathmanae
Pseudobiotus kathmanae är en djurart som tillhör fylumet trögkrypare, och som beskrevs av Nelson, Marley och Bertolani 1999. Pseudobiotus kathmanae ingår i släktet Pseudobiotus och familjen Hypsibiidae. Inga underarter finns listade i Catalogue of Life.